# جورج ماكلاود
جورج ماكلاود (بالإنجليزية: George McCloud)‏ مواليد 27 مايو 1967 في دايتونا بيتش، هو لاعب كرة سلة أمريكي معتزل. بدأ مسيرته الاحترافية في سنة 1989. تم اختياره من قبل فريق إنديانا بايسرز خلال الدرافت. يبلغ طوله 6 قدم 6 بوصة (2.0 م). اعتزل اللعب في 2002. أحرز خلال مسيرته في الإن بي إيه 6925 نقطة بمعدل 9.0 نقاط في المباراة الواحدة.

## المسيرة الاحترافية
لعب مع إنديانا بايسرز من سنة 1989 إلى 1993، ثم لعب مع فيكتوريا يبرتاس بيزارو في الدوري الإيطالي في موسم 1993–1994، ثم لعب مع دالاس مافيريكس من سنة 1995 إلى 1997، ثم لعب مع لوس أنجلوس ليكرز في سنة 1997، ثم لعب مع فينيكس صنز من سنة 1997 إلى 1999، ثم لعب مع دنفر ناغتس من سنة 1999 إلى 2002.

## روابط خارجية
- جورج ماكلاود على موقع إن بي أي (الإنجليزية)
- جورج ماكلاود على موقع سبورتس رفرنس (الإنجليزية)
- جورج ماكلاود على موقع كرة السلة الأوروبية.كوم (الإنجليزية)
- جورج ماكلاود على موقع كلية كرة السلة في سبورتس رفرنس.كوم (الإنجليزية)
- جورج ماكلاود على موقع ريلجم (الإنجليزية)
- جورج ماكلاود على موقع بروبوليرز (الإنجليزية)